# Ян Арнольдус Схаутен
Ян Арнольдус Схаутен (нід. Jan Arnoldus Schouten), (Нівер-Амстел, 28 серпня 1883 — 20 січня 1971, Епе, Нідерланди) — нідерландський математик, один із засновників Математичного центру в Амстердамі, член Нідерландської королівської академії наук (1933).

## Біографія
Народився 28 серпня 1883 року в Нівер-Амстелі (колишній муніципалітет, який межує з півднем Амстердама) в багатій родині судновласників. Вивчав електротехніку у  Політехнічній школі в Делфті, яку закінчив у 1908 році.  З 1948 року — професор Амстердамського університету.
Він працював у фірмі Siemens в Берліні та в комунальному господарстві в Роттердамі, перш ніж повернутися до вивчення математики в Делфті в 1912 році. Під час навчання він захопився силою та тонкощами векторного аналізу. 1914 року отримав ступінь кандидата наук після захисту дисертації під керівництвом Якова Кардинала під назвою Основи векторного та афінного аналізу. З 1914 до 1943 років — професор Технологічного інституту в Делфті, певний час керував інститутом.
Схаутен був ефективним адміністратором інституту та лідером математичних товариств.  Він був кмітливим інвестором, а також математиком і успішно керував бюджетом інституту та голландського математичного товариства. На початку 1954 року він приймав Міжнародний конгрес математиків в Амстердамі та виступив із вступним словом. Схаутен був одним із засновників Математичного центру в Амстердамі.
Серед його учнів, які захистили дисертації на ступінь доктора філософії були Йоханна Мандерс (1919), Дірк Струїк (1922), Йоганнес Хаантєс (1933), Воутер ван дер Кульк (1945) та Альберт Ніженхуйс (1952).
1933 року Схаутен став членом Королівської академії мистецтв і наук Нідерландів .
Помер Схаутен 20 січня 1971 року Епе. Його син Ян Фредерік Схаутен (1910-1980) був професором Ейндговенського технічного університету з 1958 по 1978 рік.

## Наукова робота
Основні наукові дослідження — тензорна диференціальна геометрія і її додатки. Автор робіт з проблеми Пфаффа і релятивістської фізики. 1934 року разом зі своїм учнем Д. Данцігом запропонував формулювання поняття геометричного об'єкта. Узагальнив спільно з Г.Вейлем поняття риманового простору для простору афінної і конфорної зв'язаності.
Ім'я Схаутена увічнене в різних математичних термінах і теоремах, таких як тензор Схаутена, теорема Вейля – Схаутена тощо.

## Праці
- Grundlagen der Vektor- und Affinoranalysis, Leipzig: Teubner, 1914.
- On the Determination of the Principle Laws of Statistical Astronomy, Amsterdam: Kirchner, 1918.
- Der Ricci-Kalkül, Berlijn: Julius Springer, 1924.
- Einführung in die Neuen Methoden der Differentialgeometrie, 2 vols., Gröningen: Noordhoff,1935-8.
- Ricci Calculus 2d edition thoroughly revised and enlarged, New York: Springer-Verlag, 1954.
- Met W. Van der Kulk, Pfaff's Problem and Its Generalizations, New York: Chelsea Publishing Co., 1969.
- Tensor Analysis for Physicists 2d edn., New York: Dover Publications, 1989.